# Prolonging the Magic
Prolonging the Magic – trzeci album zespołu Cake wydany 6 października 1998 roku. Zawiera 13 utworów, w tym singel: "Never There". Został nagrany po tym, jak Greg Brown odszedł z zespołu. Na jego miejsce przyszedł Xan McCurdy. Album, podobnie jak jego poprzednik, uzyskał status platynowej płyty.

## Lista utworów[2]
1. "Satan Is My Motor" (McCrea, Nelson, Pope) – 3:12
2. "Mexico" – 3:26
3. "Never There" – 2:44
4. "Guitar" – 3:40
5. "You Turn the Screws" – 4:13
6. "Walk on By" – 3:48
7. "Sheep Go to Heaven" – 4:44
8. "When You Sleep" – 3:58
9. "Hem of Your Garment" – 3:43
10. "Alpha Beta Parking Lot" (DeFiore, McCrea) – 3:30
11. "Let Me Go" (Campilongo, McCrea) – 3:56
12. "Cool Blue Reason" – 3:27
13. "Where Would I Be?" (McCrea, Nelson) – 3:53
14. "Satan Is My Motor (Karaoke Version)" – 3:14 (utwór dodatkowy)
15. "Never There (Karaoke Version)" – 2:46 (utwór dodatkowy)
16. "Sheep Go To Heaven (Karaoke Version)" – 4:49 (utwór dodatkowy)
17. "When You Sleep (Karaoke Version)" – 3:59 (utwór dodatkowy)

## Skład
- Xan McCurdy – gitara, gitara elektryczna
- Rusty Miller – gitara
- Tyler Pope – gitara
- Chuck Prophet – aranżacja
- Jim Campilongo – aranżacja
- John McCrea – klawisze, wokal, gitara akustyczna, gitara elektryczna
- David Palmer – klawisze
- Vince DiFiore – Trąbka
- Mark Needham – perkusja, inżynier
- Todd Roper – perkusja, tylny wokal

### Osoby dodatkowo włączone do projektu
- Joe Johnston – inżynier
- Jay Bowman – inżynier
- Gabriel Shepard – inżynier
- Scott Reams – inżynier
- Rafael Serrano – inżynier
- Kirt Shearer – inżynier, miksowanie, produkcja
- Craig Long – produkcja
- Greg Brown – aranżacja
- Keara Fallon – projekt
- Don C. Tyler – produkcja, dopracowanie szczegółów